# Complexe de superamas Poissons-Baleine
Filament galactique
Le complexe de superamas Poissons-Baleine est un complexe de superamas de galaxies ou filaments galactiques qui inclut le Superamas Local où se trouve la Voie lactée.

## Découverte
L'astronome R. Brent Tully de l'Institut d'astronomie de l'Université de Hawaï à Honolulu identifie ce complexe en 1987.

## Étendue
Le complexe de superamas Poissons-Baleine a une longueur estimée d'un milliard d’années-lumière et une largeur estimée de 150 millions d’années-lumière. C'est la quatrième plus grande structure identifiée de l'Univers à ce jour[Quand ?], après le Grand Mur de Sloan qui s'étend sur 1,37 milliard d'années-lumière, le Huge-LQG, 4,04 milliards d'années-lumière et le Grand Mur d'Hercule-Couronne boréale qui lui s'étend sur plus de dix milliards d'années-lumière.
Le complexe regroupe environ 60 amas de galaxies et sa masse est estimée à 1018 masses solaires. Selon le découvreur, le complexe est composé de 5 parties :
1. le superamas Poissons-Baleine, le plus riche en étoiles, qui donne son nom au complexe dont il fait partie ;
2. la chaîne Persée-Pégase ;
3. la chaîne Pégase-Poissons ;
4. la région du Sculpteur ;
5. le superamas Vierge-Hydre-Centaure, qui inclut notre superamas local (le superamas de la Vierge) et le superamas de l'Hydre-Centaure[4].

Avec une masse de 1015 masses solaires, notre Superamas local représente seulement 0,1 % de la masse totale du complexe.